# Ванг Џенг
Ванг Џенг (кин: 王峥; Сијан, 14. децембар 1987.) је кинеска атлетичарка, азијска рекордерка у бацању кладива.
Ванг је освојила сребрну медаљу на Светском првенству 2017.
Освојила је сребрну медаљу на Олимпијским играма 2020. у Токију.

## Међународна такмичења
| Представљајући Кину | Представљајући Кину          | Представљајући Кину          | Представљајући Кину | Представљајући Кину | Представљајући Кину |
| Година              | Такмичење                    | Место                        | Пласман             | Дисциплина          | Резултат            |
| ------------------- | ---------------------------- | ---------------------------- | ------------------- | ------------------- | ------------------- |
| 2006                | Првенство Азије за јуниоре   | Макао                        | 1.                  | Бацање кладива      | 60.16 м             |
| 2006                | Светско првенство за јуниоре | Пекинг, Кина                 | 9.                  | 59.12 m             | Бацање кладива      |
| 2008                | Олимпијске игре              | Пекинг, Кина                 | 32.                 | Бацање кладива      | 65.64 м             |
| 2009                | Игре Источне Азије           | Хонг Конг                    | 1.                  | Бацање кладива      | 67.06 м             |
| 2010                | Азијске игре                 | Гуангџоу, Кина               | 2.                  | Бацање кладива      | 68.17 м             |
| 2013                | Азијско првенство            | Пуна, Индија                 | 1.                  | Бацање кладива      | 72.78 м             |
| 2013                | Светско првенство            | Москва, Русија               | 3.                  | Бацање кладива      | 74.90 м             |
| 2014                | Азијске игре                 | Инчон, Јужна Кореја          | 2.                  | Бацање кладива      | 74.16 м             |
| 2015                | Светско првенство            | Пекинг, Кина                 | 5.                  | Бацање кладива      | 73.83 м             |
| 2016                | Олимпијске игре              | Рио де Жанеиро, Бразил       | 10.                 | Бацање кладива      | 70.60 м             |
| 2017                | Светско првенство            | Лондон, Уједињено Краљевство | 2.                  | Бацање кладива      | 75.98 м             |
| 2018                | Азијске игре                 | Џакарта, Индонезија          | 2.                  | Бацање кладива      | 70.86 м             |
| 2019                | Азијско првенство            | Доха, Катар                  | 1.                  | Бацање кладива      | 75.66 м             |
| 2019                | Светско првенство            | Доха, Катар                  | 3.                  | Бацање кладива      | 74.76 м             |
| 2021                | Олимпијске игре              | Токио, Јапан                 | 2.                  | Бацање кладива      | 77.03 м             |
| 2023                | Светско првенство            | Будимпешта, Мађарска         | 8.                  | Бацање кладива      | 72.14 м             |
| 2023                | Азијске игре                 | Хангџоу, Кина                | 1.                  | Бацање кладива      | 71.53 м             |
| 2024                | Олимпијске игре              | Париз, Француска             | 28.                 | Бацање кладива      | 66.92 м             |